# 德雷盖伊保兰克
德雷盖伊保兰克，是匈牙利诺格拉德州所辖的一个村。总面积22.18平方公里，总人口1524，人口密度68.7人/平方公里（2011年1月1日）。